# Carretera de Nebraska 32
La Carretera de Nebraska 32, y abreviada NE 32 (en inglés: Nebraska Highway 32) es una carretera estatal estadounidense ubicada en el estado de Nebraska. La carretera inicia en el Oeste desde la NE 14  en Petersburg hacia el Este en la US 75  en Tekamah. La carretera tiene una longitud de 162,4 km (100.93 mi).

## Mantenimiento
Al igual que las autopistas interestatales, y las rutas federales y el resto de carreteras estatales, la Carretera de Nebraska 32 es administrada y mantenida por el Departamento de Carreteras de Nebraska por sus siglas en inglés NDOR.

## Cruces
La Carretera de Nebraska 32 es atravesada principalmente por la  US 81  este de Madison
 US 275  en West Point
 US 77  en Oakland.